# 가와타 유키
가와타 유키(일본어: 河田 悠希, 1997년 6월 16일~)는 일본의 양궁 선수로 주 종목은 리커브이다. 2020년 하계 올림픽에서 단체전 동메달을 획득했다.